# ATC code R03
ATC code R03 داروهای درمان بیماری مزمن انسدادی ریه زیرگروهی درمانی از سیستم طبقه‌بندی شیمیایی درمانی آناتومیک است. این سیستمِ متشکل از کدهای حرفی‌عددی را سازمان جهانی بهداشت برای طبقه‌بندی داروها و سایر تولیدات پزشکی ایجاد کرده است. زیرگروه R03 جزوی از گروه آناتومیک R دستگاه تنفس است.

کدهای مورد استفاده در دامپزشکی (کدهای ATCvet) را می‌توان با گذاشتن حرف Q جلو کدهای انسانی ATC ایجاد کرد: مثلاً QR03. کدهای ATCvet که فاقد کدهای انسانی متناظر ATC هستند، در فهرست ذیل با حرف آغازین Q ذکر شده‌اند.
ممکن است نسخه‌های ملی از طبقه‌بندی ATC حاوی کدهای اضافه‌ای باشند که در این فهرست (نسخهٔ سازمان جهانی بهداشت) نیامده باشند.

## R03AAdrenergics, inhalants

### R03AA Alpha- and beta-adrenoreceptor agonists
R03AA01 اپی‌نفرین

### R03AB Non-selective beta-adrenoreceptor agonists
R03AB02 ایزوپروترنول
R03AB03 اورسی‌پرنالین

### R03AC Selectivebeta-2-adrenoreceptor agonists
R03AC02 سالبوتامول
R03AC03 تربوتالین
R03AC04 فنوترول
R03AC05 ریمیترول
R03AC06 هگزوپرنالین
R03AC07 ایزواتارین
R03AC08 پیربوترول
R03AC09 ترتوکوینول
R03AC10 کاربوترول
R03AC11 تولوبوترول
R03AC12 سالمترول
R03AC13 فورموترول
R03AC14 کلن‌بوترول
R03AC15 رپروترول
R03AC16 پروکاترول
R03AC17 بیتولترول
R03AC18 اینداکاترول
R03AC19 اولوداترول

### R03AK Adrenergics in combination with corticosteroids or other drugs, excl.آنتی کولینرژیکs
R03AK01 Epinephrine and other drugs for obstructive airway diseases
R03AK02 Isoprenaline and other drugs for obstructive airway diseases
R03AK04 Salbutamol and کرومولین سدیم
R03AK05 Reproterol and sodium cromoglicate
R03AK06 Salmeterol and فلوتیکازون
R03AK07 Formoterol and بودزوناید
R03AK08 Formoterol and بکلومتازون
R03AK09 Formoterol and مومتازون فوروات
R03AK10 Vilanterol and fluticasone furoate
R03AK11 Formoterol and fluticasone
R03AK12 Salmeterol and budesonide
R03AK13 Salbutamol and beclometasone

### R03AL Adrenergics in combination with anticholinergics
R03AL01 Fenoterol and ایپراتروپیوم بروماید
R03AL02 Salbutamol and ipratropium bromide
R03AL03 Vilanterol and umeclidinium bromide
R03AL04 Indacaterol and glycopyrronium bromide
R03AL05 آکلیدینیوم برومید و ورموترول
R03AL06 Olodaterol and تیوتروپیوم برمید
R03AL07 Formoterol and glycopyrronium bromide

## R03B Other drugs for obstructive airway diseases, inhalants

### R03BA Glucocorticoids
R03BA01 بکلومتازون
R03BA02 بودزوناید
R03BA03 Flunisolide
R03BA04 بتامتازون
R03BA05 فلوتیکازون
R03BA06 تریامسینولون
R03BA07 مومتازون فوروات
R03BA08 Ciclesonide
R03BA09 Fluticasone furoate

### R03BB Anticholinergics
R03BB01 ایپراتروپیوم بروماید
R03BB02 Oxitropium bromide
R03BB03 Stramoni preparations
R03BB04 تیوتروپیوم برمید
R03BB05 آکلیدینیوم برومید
R03BB06 گلیکوپیرونیوم برومید
R03BB07 Umeclidinium bromide
R03BB54 Tiotropium bromide, combinations

### R03BC Antiallergic agents, excluding corticosteroids
R03BC01 کرومولین سدیم
R03BC03 ندوکرومیل

### R03BX Other drugs for obstructive airway diseases, inhalants
R03BX01 فنسپیرید

## R03C Adrenergics for systemic use

### R03CA Alpha- and beta-adrenoreceptor agonists
R03CA02 افدرین

### R03CB Non-selective beta-adrenoreceptor agonists
R03CB01 ایزوپروترنول
R03CB02 متوکسی فنامین
R03CB03 اورسی‌پرنالین
R03CB51 Isoprenaline, combinations
R03CB53 Orciprenaline, combinations

### R03CC Selective beta-2-adrenoreceptor agonists
R03CC02 سالبوتامول
R03CC03 تربوتالین
R03CC04 فنوترول
R03CC05 هگزوپرنالین
R03CC06 ایزواتارین
R03CC07 پیربوترول
R03CC08 پروکاترول
R03CC09 ترتوکوینول
R03CC10 کاربوترول
R03CC11 تولوبوترول
R03CC12 بامبوترول
R03CC13 کلن‌بوترول
R03CC14 رپروترول
R03CC53 Terbutaline, combinations
QR03CC90 Clenbuterol, combinations

## R03D سایر داروهای سیستمیک درمان بیماری مزمن انسدادی ریه

### R03DA Xanthines
R03DA01 Diprophylline
R03DA02 کولین تئوفیلینات
R03DA03 پروکسی فیلین
R03DA04 تئوفیلین
R03DA05 آمینوفیلین
R03DA06 اتامی‌فیلین
R03DA07 تئوبرومین
R03DA08 بامیفیلین
R03DA09 Acefylline piperazine
R03DA10 آمبافیلین
R03DA11 Doxofylline
R03DA20 Combinations of xanthines
R03DA51 Diprophylline, combinations
R03DA54 Theophylline, combinations excluding psycholeptics
R03DA55 Aminophylline, combinations
R03DA57 Theobromine, combinations
R03DA74 Theophylline, combinations with psycholeptics

### R03DB Xanthines and adrenergics
R03DB01 Diprophylline and adrenergics
R03DB02 Choline theophyllinate and adrenergics
R03DB03 Proxyphylline and adrenergics
R03DB04 Theophylline and adrenergics
R03DB05 Aminophylline and adrenergics
R03DB06 Etamiphylline and adrenergics

### R03DCلکوترینreceptor antagonists
R03DC01 زافیر لوکاست
R03DC02 پران لوکاست
R03DC03 مونته لوکاست
R03DC04 Ibudilast
R03DC53 Montelukast, combinations

### R03DX سایر داروهای سیستمیک درمان بیماری مزمن انسدادی ریه
R03DX01 Amlexanox
R03DX02 اپروزینول
R03DX03 فنسپیرید
R03DX05 امالیزوماب
R03DX06 Seratrodast
R03DX07 Roflumilast
R03DX08 Reslizumab
R03DX09 Mepolizumab